# Festival Internacional de la Canción de Barcelona
El Festival Internacional de la Canción de Barcelona fue un festival de canción ligera creado en 1968 como continuador del Festival de la Canción Mediterránea. Se celebró coincidiendo con las Fiestas de la Mercè de la capital catalana durante dos años, 1968 y 1969. Tuvo escasa repercusión por no contar con la retransmisión en directo de TVE pero en sus dos ediciones disfrutó de un gran número de figuras nacionales e internacionales en su nómina de participantes.

## Historia

### 1968
La convocatoria de 1968 se celebró in extremis los días 27, 28 y 29 de septiembre de 1968 en el parque de atracciones de Montjuic, al aire libre. Se logró así una reivindicación popular de los barceloneses, que se negaban a perder su festival de la canción ligera. El clamor de los ciudadanos fue tal ante la desaparición del Festival de la Canción Mediterránea que el teniente de alcalde de Barcelona Vicente Villar Palasí se encargó de sacar adelante el nuevo concurso con el patrocinio del Ayuntamiento de Barcelona y del Centro de Iniciativas y Turismo.
Las presentaciones del certamen corrieron a cargo del locutor venezolano Renny Ottolina.
En la primera noche se presentaron las 14 canciones aspirantes a representar a España, cada una de ellas defendida en doble versión. Hubo ocho canciones en castellano, cinco en catalán y una en gallego. Debían elegirse cuatro temas y curiosamente los cuatro escogidos resultaron estar interpretados en catalán: A cara o creu, compuesto por Josep Maria Andreu y Lleó Borrell, e interpretado por Lluís Llach y Dolors Laffitte; Per Sant Joan, con letra de Joan Manuel Serrat, música de Juan y Junior e interpretación del valenciano Bruno Lomas y de la catalana Glòria; Serà així, interpretado por Parera Fons y Maria Pilar y És temps de cantar, defendida por Lleó Segarra y Jacinta.
Entre la segunda y la tercera noche se celebraron las dos sesiones de la Gran Final, contando con 15 canciones cada una, que fueron interpretadas en doble versión. La asignación de los premios recayó en manos del público, que debía rellenar unas papeletas de votación en las que puntuaba a tres canciones. Las entonces llamadas "máquinas electrónicas" IBM se ocuparon del recuento de las puntuaciones.
El festival fue ganado por Da viarvam li, tema cantado por Lili Ivanova y Bisser Kirof en representación de Bulgaria. El notario solo dio a conocer los cinco primeros clasificados. Los premios concedidos fueron: al primer lugar, trofeo de oro y 200.000 pesetas; al segundo lugar, trofeo de plata y 100.000 pesetas; al tercer lugar, trofeo de bronce y 50.000 pesetas; al cuarto lugar, réplica de plata y 25.000 pesetas; y al quinto lugar, réplica de bronce y 25.000 pesetas.
Entre los finalistas internacionales hay que citar a Alekos Pandas (Grecia), Henry Stephen (Venezuela), Mirla Castellanos (Venezuela), Ajda Pekkan (Turquía), Michèle Torr (Francia) o Mino Reitano (Italia). La canción alemana fue creada por el prolífico compositor Ralph Siegel, que apenas contaba 23 años de edad en esos momentos.
|    | País        | Título                      | Intérpretes                       | Votos |
| -- | ----------- | --------------------------- | --------------------------------- | ----- |
| 1º | Bulgaria    | Da viarvam li               | Lili Ivanova y Biser Kírov        | 3.837 |
| 2º | España      | A cara o creu               | Lluís Llach y Dolors Laffitte     | 2.796 |
| 3º | España      | Per Sant Joan               | Bruno Lomas y Glòria              | 2.370 |
| 4º | Reino Unido | The face in the crowd       | Ivor Raymonde y Lynda Clarke      | 2.362 |
| 5º | Alemania    | Mein erstes liebeslied      | Buddy Caine y Brigitt Petry       | 1.719 |
| -  | Venezuela   | La ciudad                   | Mirla Castellanos y Henry Stephen | -     |
| -  | Chile       | Aunque no vuelvas nunca más | Jo Gervasio y Pedro Messone       | -     |
| -  | Francia     | Je chante                   | Michèle Torr y Gregory            | -     |
| -  | Turquía     | Ve ben şimdi                | Ajda Pekkan                       | -     |

Entre los artistas españoles que compitieron en la primera semifinal de este festival para alcanzar las cuatro plazas reservadas a España, destacan los nombres de Dyango, Jorge Domingo, Franciska y Lorenzo Valverde. En aquella convocatoria se escuchó la lengua gallega gracias a la canción Sola, defendida por los intérpretes Miró y Maricarmen.
En el capítulo de anécdotas hay que reseñar la retirada de las participaciones de Israel (defendido por Alexandra Friedman y Yehoran Gaon) y Países Bajos (defendido por Larry Wald) por enfermedad de los intérpretes.

### 1969
El Palacio Nacional de Montjuic acogió la II edición de este certamen, siendo celebrada los días 18, 19 y 20 de septiembre de 1969. Se cambiaron algunas normas: los temas pasaron a ser defendidos en una sola versión, por lo que se pudo admitir el doble de canciones a concurso. Participaron, pues, 50 temas procedentes de 22 países. La votación era responsabilidad al 50% del público y de un jurado de expertos formado por representantes de la SGAE y de la prensa y radio de Barcelona.
El presentador del festival fue el periodista Mario Beut.
Ganó la representación de Venezuela, formada por el tema Yo creo en Dios, defendido por Las Cuatro Monedas y compuesto por Hugo Blanco. El tema venezolano superó por un solo voto a Virginia Vee, representante de Estados Unidos con Don't start to cry.
Entre los compositores de este festival hay que destacar la participación de Armando Manzanero con el tema Gracias, ¿por qué?.
|     | País           | Título                   | Intérpretes           | Votos |
| --- | -------------- | ------------------------ | --------------------- | ----- |
| 1º  | Venezuela      | Yo creo en Dios          | Las Cuatro Monedas    | 26    |
| 2º  | Estados Unidos | Don't start to cry       | Virginia Vee          | 25    |
| 3º  | Francia        | Shalamako                | Dick Rivers           | 18    |
| 4º  | España         | Soledad                  | Los 5 musicales       | 16    |
| 5º  | Bélgica        | You make my world        | Louis Neefs           | 15    |
| 6º  | Brasil         | Aleluya                  | Mara Abrantes         | 14    |
| 7º  | España         | ¿Dónde van?              | Dova                  | 11    |
| 8º  | México         | Gracias, ¿por qué?       | Alberto               | 8     |
| 9º  | Reino Unido    | A passing car            | Jess & James          | 6     |
| 10º | México         | Compañero                | María de las Mercedes | 4     |
| 10º | Yugoslavia     | Svatko ziui ljubavi      | Radoyka               | 4     |
| 12º | España         | Pensamientos             | Daniel Velázquez      | 3     |
| 13º | Austria        | Ich glaube               | Marika Lichter        | 2     |
| 13º | Francia        | Mon temps d'aimer        | Robert Jeantal        | 2     |
| 13º | Países Bajos   | De dag datt Jij verdween | Ben Cramer            | 2     |
| 16º | España         | Matilda Licor            | Bettina               | 0     |

Hay que reseñar la participación en este festival de Nino Bravo, que no superó la fase semifinal con el tema No debo pensar en ti, compuesto por Manuel Alejandro. Otra destacada ausencia española en la final fue la de Bruno Lomas, que se presentó con el tema No creas, compuesto por él mismo.
Hubo dos artistas que no llegaron a participar pese a ser anunciados en los días previos: el cantante español Antonio Brasas (por enfermedad) y el italiano Mino Reitano (por accidente automovilístico).
A pesar de la popularidad de muchos participantes, tampoco este año TVE retransmitió el festival, que sí se difundió por radio. La ausencia de cámaras de TV precipitó la caída del certamen y que las fiestas de la Mercè de 1970 no contasen con su festival internacional de la canción. Eso sí, cuatro meses más tarde, TVE elegiría el Palacio de Montjuic de Barcelona para celebrar la preselección para el Festival de la Canción de Eurovisión 1970.